# Rafał Trzaskowski
Rafał Trzaskowski (prononcé : /ˈrafaw tʂasˈkɔfskʲi/), né le 17 janvier 1972 à Varsovie, est un homme politique polonais, membre de la Plate-forme civique (PO).
Il est député européen de 2009 à 2013, puis ministre de l'Administration et du Numérique jusqu'en 2014 dans le deuxième gouvernement Tusk. En 2015, il est élu député à la Diète.
En 2018, il remporte l'élection pour la mairie de Varsovie au premier tour face au candidat du parti national-conservateur Droit et justice (PiS), Patryk Jaki.
En vue de l'élection présidentielle de 2020, il remplace Małgorzata Kidawa-Błońska comme candidat de la Coalition civique (KO). Il est battu au second tour avec 49,0 % des voix face au président sortant national-conservateur, Andrzej Duda.
Désigné candidat de la Coalition civique pour l'élection présidentielle de 2025 à l'issue d'une élection primaire, il est de nouveau défait au second tour, cette fois avec 49,1 % des suffrages face au candidat national-conservateur Karol Nawrocki.

## Situation personnelle

### Famille et vie privée
Rafał Kazimierz Trzaskowski naît le 17 janvier 1972 à Varsovie. Il est le fils d'Andrzej Trzaskowski, pianiste et compositeur vivant à Cracovie. Il est marié depuis 2002 avec Małgorzata Trzaskowska — originaire de Rybnik et rencontrée en 1997 à l'université — et père de deux enfants.

### Formation et carrière
Il est diplômé du Collège d'Europe de Natolin et de l'Institut des relations internationales de l'université de Varsovie. En 2004, il soutient une thèse de doctorat en sciences humaines intitulée « Dynamique de la réforme institutionnelle dans l'Union européenne » (en polonais : Dynamika reformy instytucjonalnej w Unii Europejskiej).
Il travaille comme interprète de conférence et professeur d'anglais.

## Parcours politique

### Débuts
En 2004, il est recruté comme collaborateur parlementaire à la délégation de la PO au Parlement européen. À l'occasion des élections européennes de 2009, il se présente dans la circonscription de Varsovie-I. Élu député européen avec 25 178 votes préférentiels, il rejoint le groupe du Parti populaire européen (PPE) et intègre la commission des Affaires constitutionnelles, dont il est vice-président entre juillet 2009 et janvier 2012.

### Au gouvernement
Le 27 novembre 2013, Rafał Trzaskowski est nommé ministre de l'Administration et du Numérique dans le deuxième gouvernement du libéral Donald Tusk ; il prend ses fonctions le 3 décembre suivant. Il n'est pas reconduit à cette fonction par Ewa Kopacz quand elle accède à la tête du gouvernement le 22 septembre 2014 et il est nommé secrétaire d'État aux Affaires européennes auprès de Grzegorz Schetyna, ministre des Affaires étrangères du nouveau gouvernement.

### Député à la Diète
Aux élections législatives de 2015, il brigue un mandat de député à la Diète dans la circonscription de Cracovie-II. Il obtient 47 080 suffrages de préférence et devient alors député. Du fait d'un changement de majorité au profit de Droit et justice (PiS), il quitte ses fonctions gouvernementales le 16 novembre suivant.

### Maire de Varsovie
En 2018, il se présente à la mairie de Varsovie sous les couleurs de la Coalition civique (KO), dont la PO est la principale force. Alors qu'un second tour était anticipé par les observateurs, il s'impose dès le premier tour, le 21 octobre, avec 54,1 % des voix. Il devance ainsi de plus de 20 points le candidat de Droit et justice, au pouvoir dans le pays, Patryk Jaki. Sa victoire se produit dans un contexte inattendu de percée de la droite libérale dans les grandes villes. Il est réélu le 7 avril 2024 avec 57,41 % des voix.

### Élection présidentielle de 2020

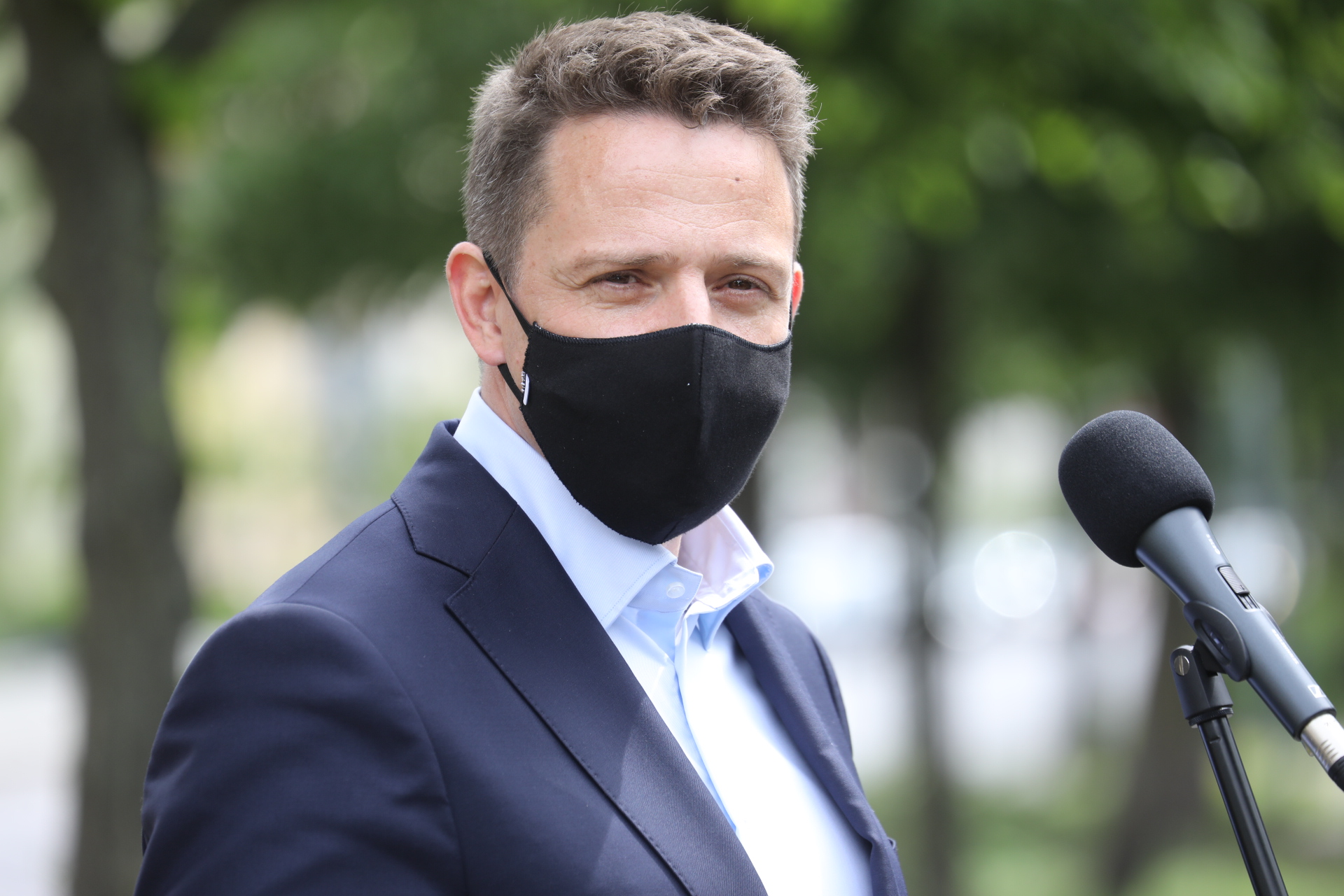
Rafał Trzaskowski menant campagne avec un masque de protection.

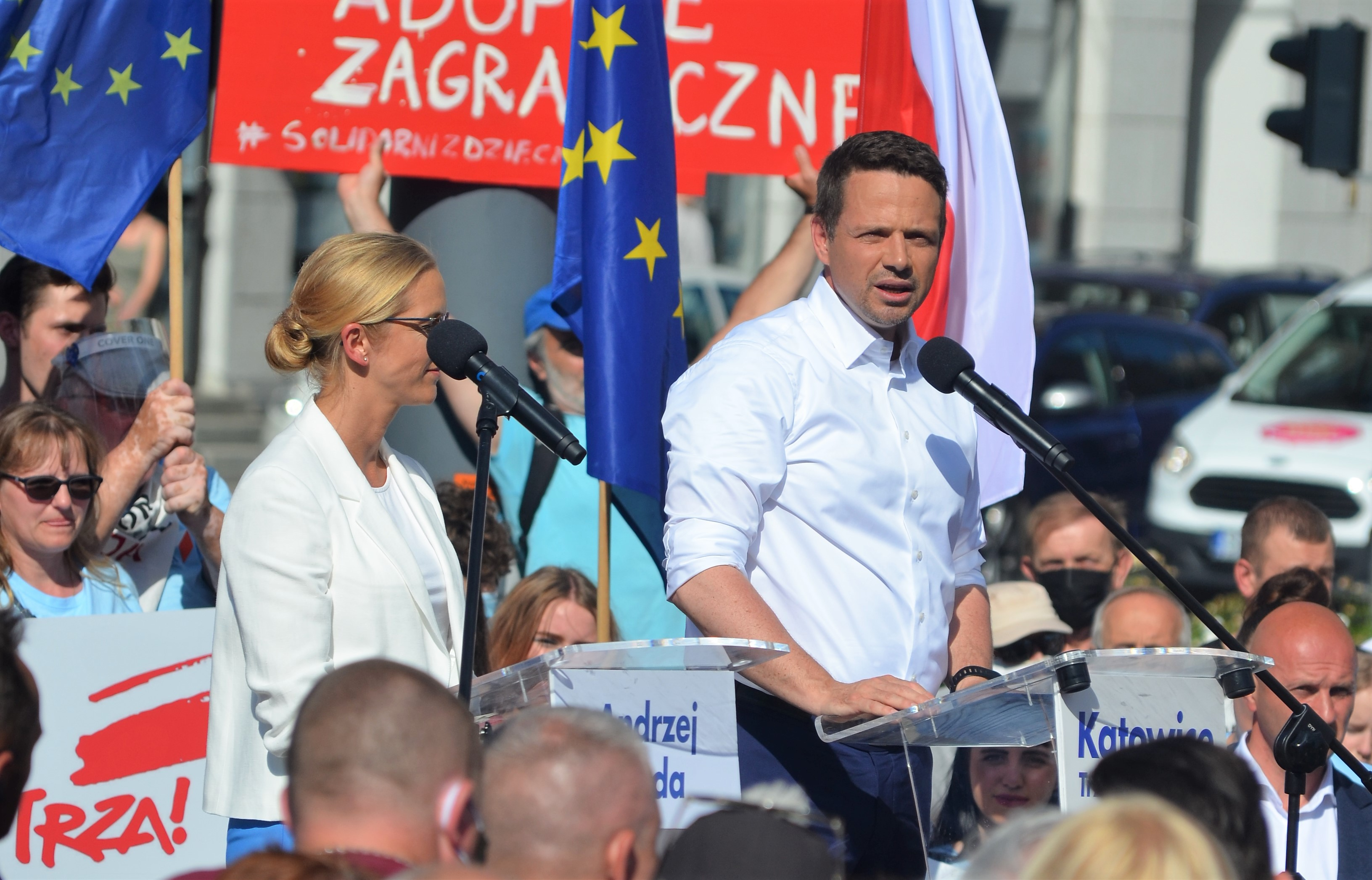
Rafał Trzaskowski avec son épouse à Katowice (5 juillet 2020).

Le 15 mai 2020, la Plate-forme civique investit Rafał Trzaskowski comme candidat à l'élection présidentielle en remplacement de Małgorzata Kidawa-Błońska, tombée à moins de 10 % des intentions de vote en raison d'une campagne confuse et de son appel au boycott du scrutin dans le cadre de la pandémie de Covid-19. Si Trzaskowski fait souvent campagne avec un masque de protection, ses rassemblements ne permettent pas de respecter les comportements-barrières exigés pour lutter contre la propagation de la pandémie.
Rafał Trzaskowski affirme refuser que le chef de l'État soit systématiquement « en opposition totale face au gouvernement » national-conservateur, tout en déclarant qu'il dénoncera son « monopole ». Il se définit comme « le candidat des collectivités locales », et présente comme premier engagement son intention de dédier l'équivalent de 6 % du PIB aux soins de santé et de ne pas s'opposer aux populaires programmes sociaux mis en place par Droit et justice tout en invoquant son « combat contre un État omnipotent ». En politique étrangère, il assure prôner un renforcement de l'alliance de la Pologne avec les États-Unis,.
Il progresse rapidement dans les sondages, permettant à la Coalition civique (KO) de retrouver la deuxième position au premier tour. Ses adversaires conservateurs le présentent comme arrogant et comme appartenant aux « élites déconnectées du peuple ». Il est également critiqué par la droite pour ses positions en faveur des LGBT, puisqu'il a notamment présenté à la mairie de Varsovie une « charte LGBT+ » (il a été le premier élu local à le faire) et fait repeindre un tramway aux couleurs du drapeau arc-en-ciel,,.
Au soir du second tour, un sondage à la sortie des urnes lui attribue 49,6 % des voix. Le président Duda l'invite alors au palais présidentiel pour une poignée de main, mais Rafał Trzaskowski affirme vouloir attendre les résultats officiels, qui confirment sa défaite avec 48,97 % des suffrages exprimés. Il a remporté massivement l'adhésion des jeunes et des citadins, captant les deux tiers des voix parmi ces deux électorats. Son résultat — qui pourrait faire de lui le chef de file de la Plate-forme civique lors des élections parlementaires de 2023 alors que le parti manque de cadres depuis le départ de son dirigeant historique Donald Tusk — s'explique par les très bons reports de voix dont il a bénéficié, y compris parmi les électeurs d'extrême droite critiques de l'étatisme de Droit de justice.